# Octopus micropyrsus
Octopus micropyrsus är en bläckfiskart som beskrevs av Berry 1953. Octopus micropyrsus ingår i släktet Octopus och familjen Octopodidae. Inga underarter finns listade i Catalogue of Life.